# Леон Моро
Леон Моро (фр. Léon Moreaux; 1852 — 1921) — французький стрілець, триразовий призер Літніх Олімпійських ігор 1900 і дворазовий чемпіон світу.

## Літні Олімпійські ігри 1900
На іграх в Парижі Моро взяв участь в змаганнях зі стрільби з пістолета та гвинтівки. В одиночному змаганні зі стрільби з пістолета він посів сьоме місто, набрав 435 балів. В командному поєдинку його команда посіла друге місце, вигравши срібні медалі. В стрільбі зі швидкісного пістолета він посів друге місце, виграв ще одну срібну нагороду.
В стрільбі з гвинтівки стоячи Моро посів 17-те місце з 269 балами, з коліна 17-ту позицію з 286 балами, і лежачи 4-те місце з 325 балами. В стрільбі з трьох положень, в якій всі бали сумуються він зайняв 11-те місце. В командному змаганні його збірна стала третьою, вигравши бронзові медалі.

## Літні Олімпійські ігри 1906
На неофіційних Олімпійських іграх в Афінах, Моро виграв п'ять медалей. Він виграв змагання зі стрільби з дуельного пістолета на відстань 20 метрів і зі стрільби з армійської гвинтівки на 200 метрів. Він отримав срібну нагороду в швидкісній стрільбі на 25 метрів і бронзу в стрільбі з гвинтівки з довільної позиції, а також в командному поєдинку серед команд. Проте ці медалі не признаються МОКом, і вони не вважаються офіційними.

## Літні Олімпійські ігри 1908
На іграх 1908 в Лондоні Моро зайняв 39-те місце в стрільбі з гвинтівки на 1000 ярдів, набравши 67 балів. В індивідуальному пістолетному поєдинку він став 17-м завдяки 438 балами. В командному змаганні зі стрільби з пістолета його команда посіла 4 місце. 

## Чемпіонати світу
Моро став чемпіоном світу на чемпіонаті 1898 в Римі в стрільбі з гвинтівки лежачи і серед команд. Отже, на більшості чемпіонатів він здобував самі золоті медалі, отримав лише 4 срібні і 14 бронзових медалей.